# Ясмі Йоенсуу
Ясмі Йоенсуу (фін. Jasmi Joensuu) — фінська лижниця, призерка чемпіонату світу. 
Бронзову медаль світової першості Йоенсуу виборола в складі фінської естафетної команди на чемпіонаті світу 2021 року, що проходив у німецькому Оберстдорфі.